# Piston (musique)
Pour les articles homonymes, voir Piston.

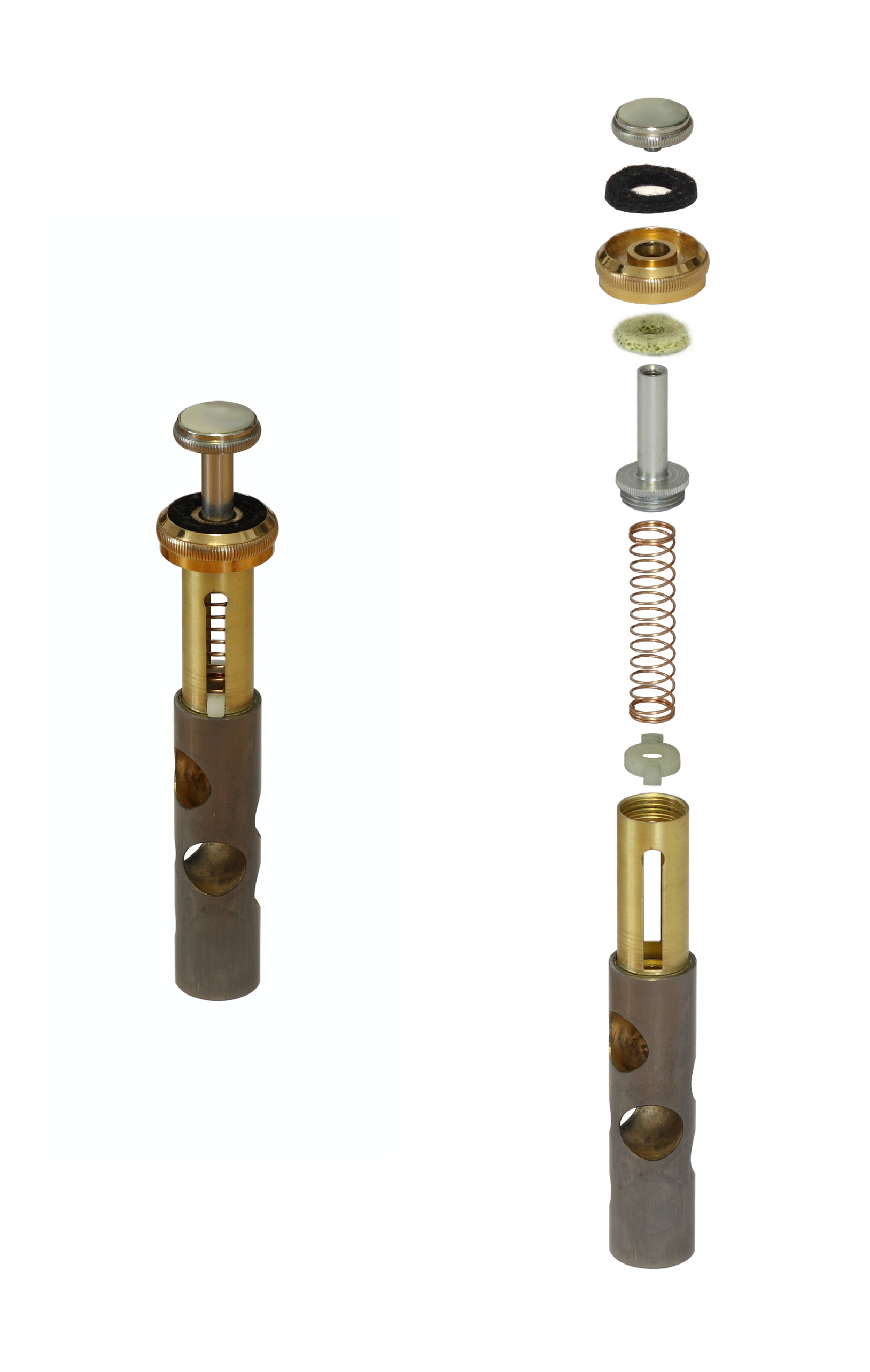
Piston de trompette démonté.

En musique, un piston est un mécanisme utilisé par la majorité des instruments de la famille des cuivres. Il permet de moduler la hauteur du son en déviant le flux d'air vers un tuyau supplémentaire.
Le piston est aussi le nom donné par métonymie au cornet à pistons, le premier instrument à avoir bénéficié de cette technologie.

## Histoire
La première apparition du piston remonte à l'invention de l'hydraule ou orgue hydraulique, premier orgue de l'histoire, par Ctésibios, ingénieur à Alexandrie au IIIe siècle av. J.-C.
Les perfectionnements donnés au mécanisme du piston au cours du XIXe siècle, ont révolutionné la facture des instruments de musique de la famille des cuivres.

Principe du piston.

Ce mécanisme permet de modifier la longueur du tube de l'instrument, fonctionnant comme un robinet à air, ou plus exactement comme un distributeur pneumatique. Il n'agit pas comme convertisseur force/pression ; de ce fait la dénomination « piston » n'est légitime que par sa forme et la nature de son mouvement.
Avant cette innovation, la coulisse, comme encore aujourd'hui sur le trombone, était le seul moyen de modifier la hauteur des sons d'une série d'harmoniques, sans altérer le son en bouchant partiellement le pavillon.

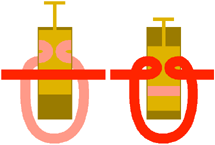
Le piston dévie le flux d'air dans une longueur de tuyau supplémentaire.

En actionnant un piston, le musicien peut modifier la hauteur de la série de notes possibles sur le corps sonore de base appelés modes harmoniques : il s'agit principalement de baisser grâce à un système dit "descendant" qui allonge le parcours de l'air, et très rarement de monter comme dans le cas du système "ascendant".
En combinant différentes longueurs de tuyaux supplémentaires au moyen de plusieurs pistons en ligne, généralement trois, l'instrument devient chromatique. Plus précisément, le premier piston abaisse la note d'un ton, le second l'abaisse d'un demi-ton, le troisième d'un ton et demi. Lorsqu'il est présent, le quatrième piston abaisse quant à lui la note de deux tons et demi. Il élargit vers le bas la tessiture de l'instrument et surtout remplace la combinaison du premier et du troisième piston permettant une plus grande justesse de la note. Si le quatrième piston est très courant sur les tubas, sa présence sur la trompette est plus rare. Il existe sur les trompettes piccolo.
De nombreuses variantes et évolutions de ce principe ont vu le jour depuis son invention, aux alentours de 1811. Certains facteurs ont délaissé le piston, lui préférant des systèmes à barillets rotatifs, dit « à palettes » en raison de la commande sous les doigts, utilisés dans la plupart des cors modernes.

## Description

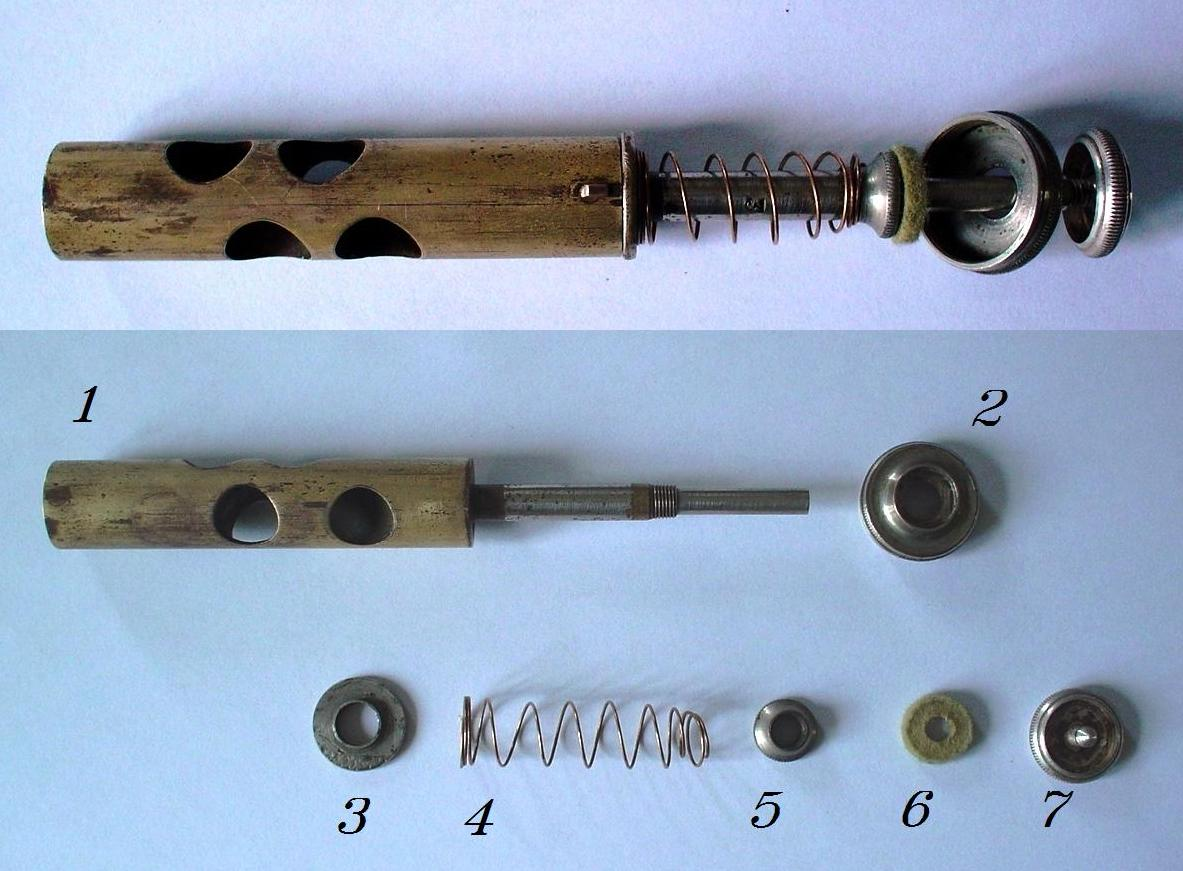
Détail du 3e piston d'un cornet.

1. le cylindre tiroir: il contient les conduites dérivant la colonne d'air. Il est traversé 3 fois de part en part, et présente donc 6 orifices. Dans le cas d'instruments dits compensés, c'est-à-dire pour lesquels l'air est dévié dans deux coulisses au lieu d'une seule, le piston est alors traversé 4 fois et présente huit orifices (ce procédé permet une plus grande justesse sur des gros instruments tels que le tuba ou l'euphonium). Il est souvent réalisé en alliage de cuivre par brasure sur la base d'un tube, mais le Monel (alliage composé essentiellement de nickel et de cuivre), plus résistant à la corrosion due à la salive du musicien, est de plus en plus utilisé. La pièce doit être la plus légère possible, tout en étant usinée avec une grande précision pour éviter les pertes d'air. On y perçoit l'ergot détrompeur : en effet son fonctionnement nécessite une mise en place sans équivoque pour que les trous soient en face de ceux des coulisses, et un guidage en translation.
2. la bague de fixation : cet élément est vissé sur l'instrument ; le musicien doit juste dévisser pour sortir l'ensemble mobile en vue de son entretien (nettoyage et lubrification, avec un dérivé pétrolé en général).
3. la bague d'appui inférieur : cette pièce est également fixe pendant le jeu, en appui sur un épaulement du cylindre accueillant l'ensemble ; elle permet la reprise de poussée du ressort. Elle comporte généralement un onglet qui vient se loger dans un creux dudit épaulement et fait office de détrompeur : cela assure le bon positionnement du piston (trous en face des tuyaux).
4. le ressort de rappel : il maintient le piston en position haute par défaut. Sa raideur fait l'objet d'un compromis délicat entre rapidité et facilité d'exécution. Selon le modèle, le ressort peut être intégré au piston ou inséré séparément dans la chambre, sous le piston (ceci est surtout le cas pour des gros instruments tels que l'euphonium et le tuba)
5. la bague d'appui supérieur : elle reçoit les efforts de poussée du ressort.
6. la bague de feutre : son rôle est d'éliminer le bruit du piston lorsqu'il arrive en butée haute.
7. la touche : vissée en haut du tiroir, c'est la partie en contact avec le doigt. Réalisée dans un matériau plus noble, assorti au corps de l'instrument, elle est parfois recouverte d'une pastille de nacre.

## Illustrations

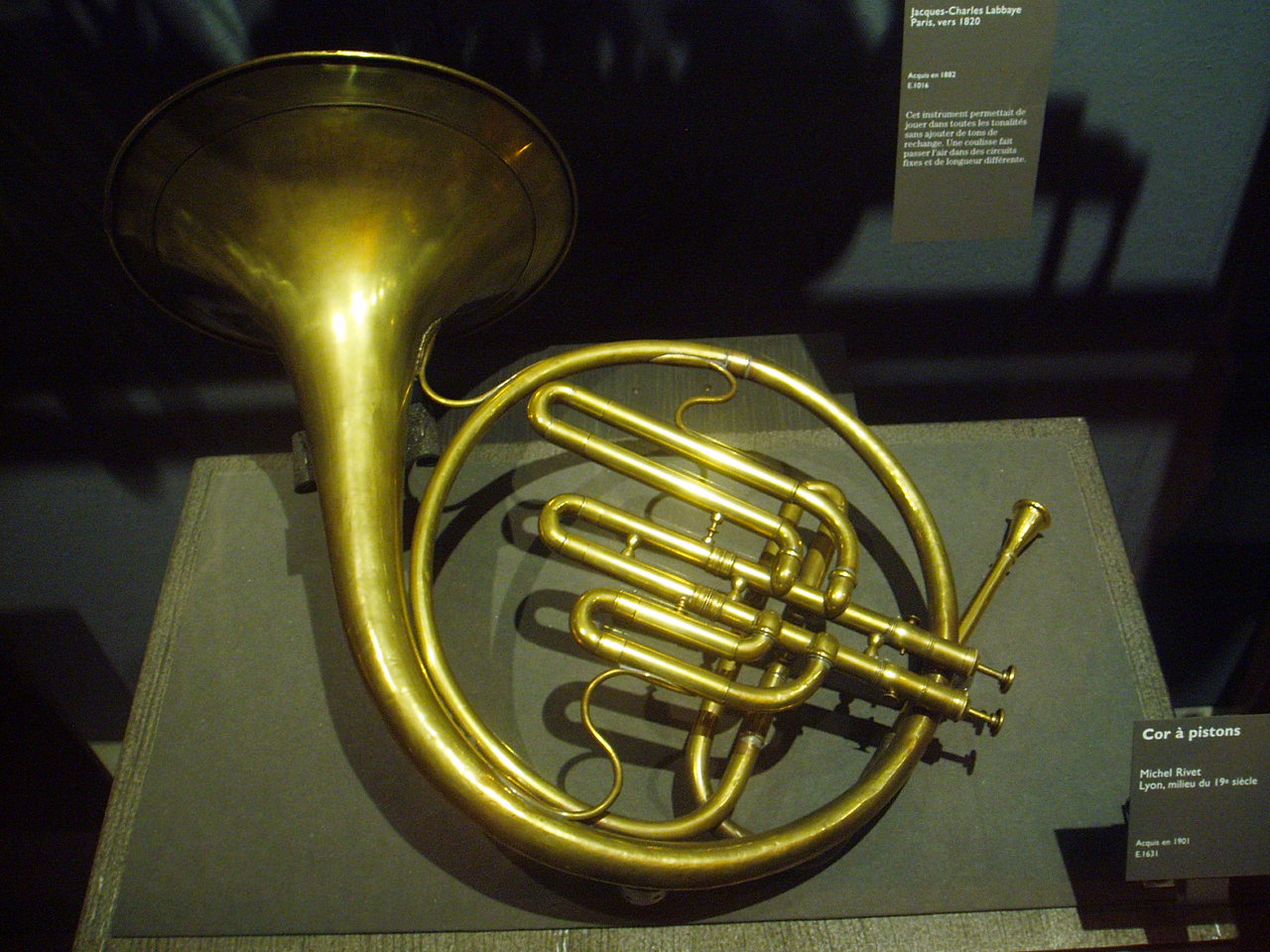
Deux pistons sur un cor du dix-neuvième siècle.
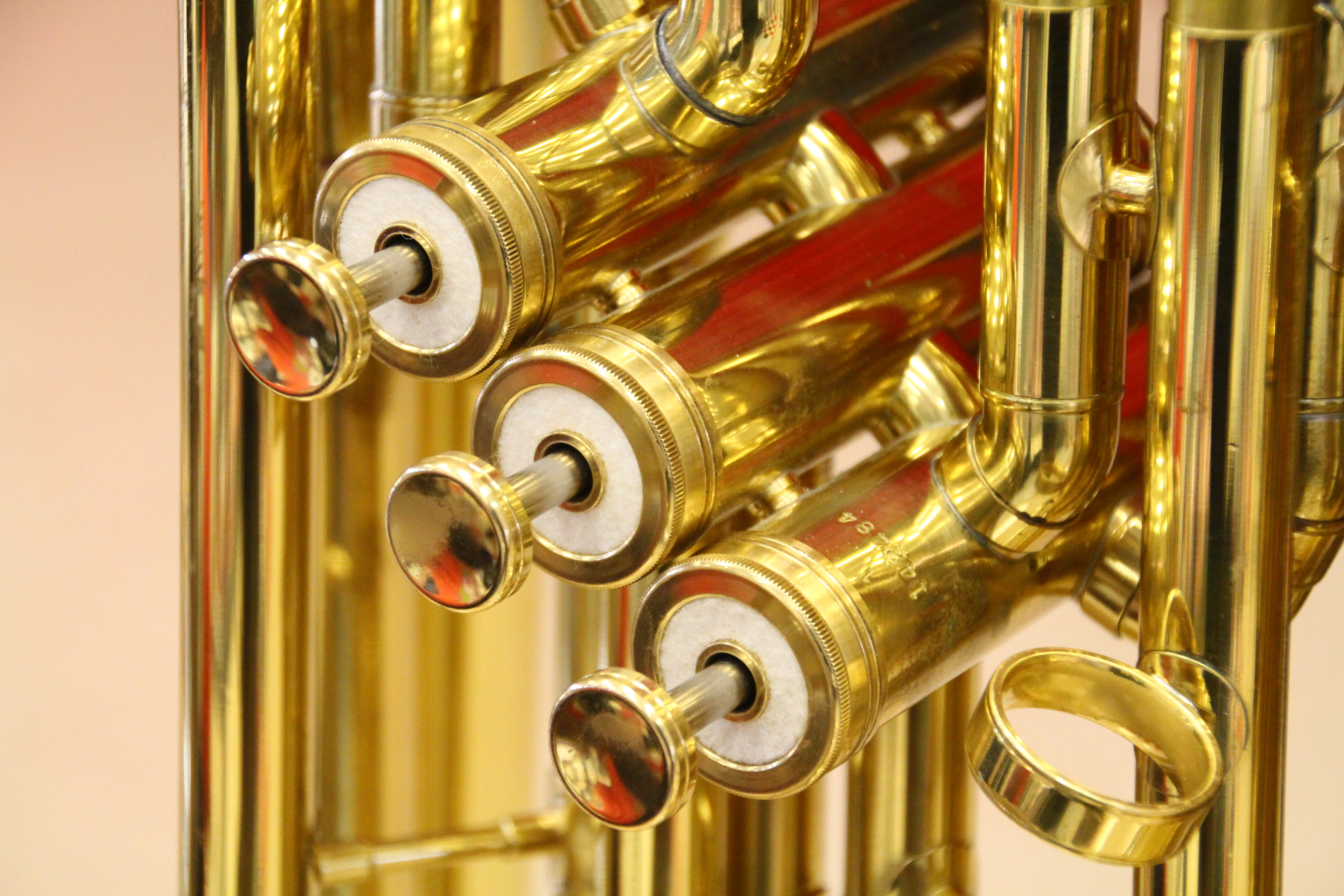
Trois pistons d'un tuba.
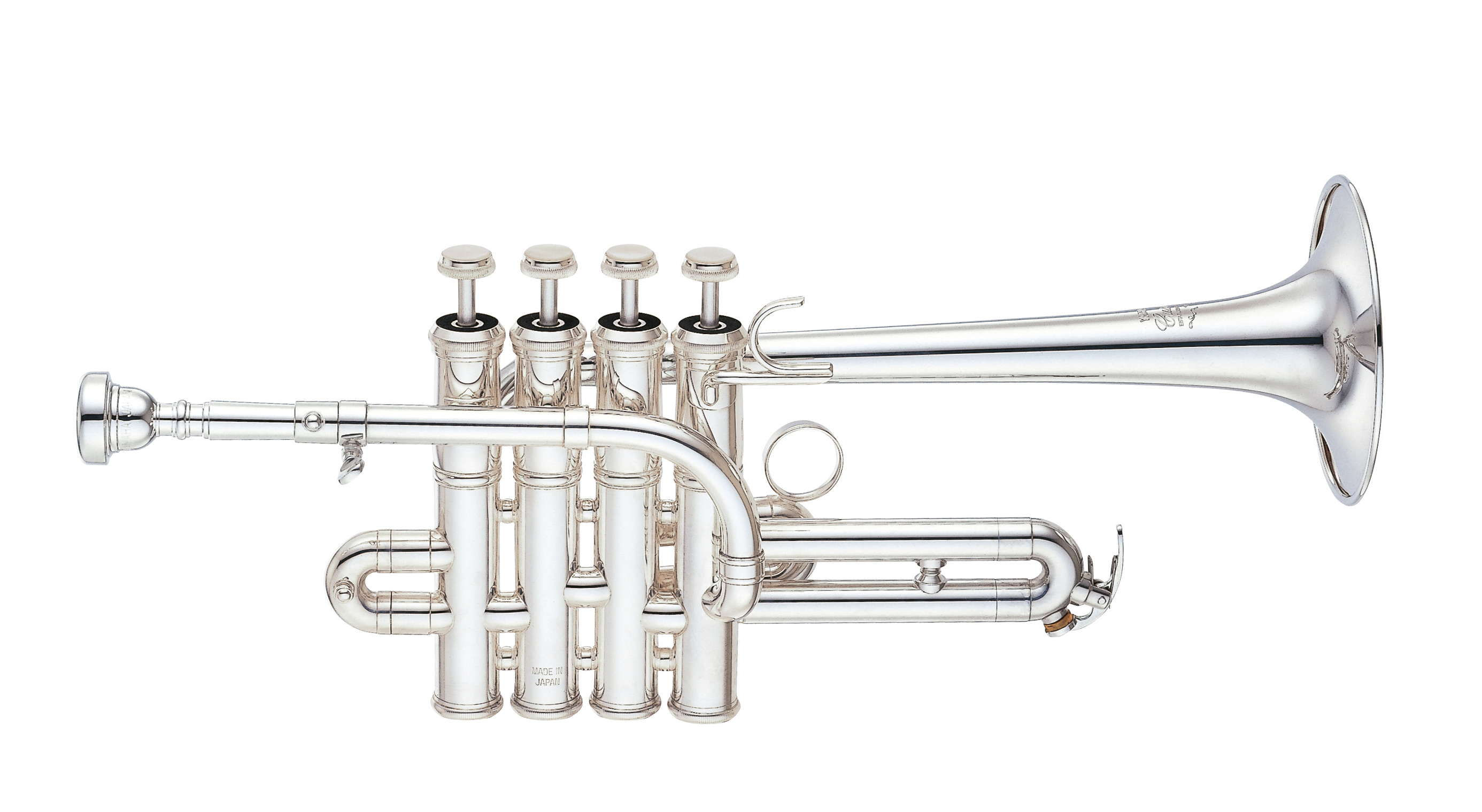
Quatre pistons d'une trompette piccolo.